# Jonathan Huberdeau
Pour les articles homonymes, voir Huberdeau (homonymie).
Jonathan Huberdeau (né le 4 juin 1993 à Prévost, dans la province de Québec au Canada) est un joueur professionnel canadien de hockey sur glace.

## Biographie

### Carrière junior
En 2009, il débute dans la Ligue de hockey junior majeur du Québec avec les Sea Dogs de Saint-Jean. Les Sea Dogs remportent la Coupe du président 2011. Il est sélectionné au premier tour en cinquième position lors du repêchage d'entrée dans la KHL 2011 par le Vitiaz Tchekhov. Le lendemain, les Sea Dogs battent les St. Michael's Majors de Mississauga 3-1 en finale de la Coupe Memorial. Huberdeau est auteur d'un but et d'une assistance en finale. Il est désigné meilleur joueur de cette compétition et est récompensé par le trophée Stafford-Smythe. Il est choisi au premier tour, en troisième position par les Panthers de la Floride au cours du repêchage d'entrée dans la LNH 2011. Les Sea Dogs conservent la Coupe du Président en 2012.

### Carrière en club
À l'issue de la saison 2012-2013, il reçoit le trophée Calder remis au meilleur joueur recrue de la LNH, devançant ainsi Brendan Gallagher des Canadiens de Montréal et Brandon Saad des Blackhawks de Chicago.
Le 22 juillet 2022, il est échangé aux Flames de Calgary avec MacKenzie Weegar, Cole Schwindt et un choix conditionnel de 1re ronde en 2025 en retour de Matthew Tkachuk et d'un choix conditionnel de 4e tour en 2025.

### Carrière internationale
Il représente l'équipe du Canada en sélection jeune.

## Vie privée
En 2022, il annonce qu'il fera don de son cerveau après son décès à l'organisme Project Enlist Canada à des fins de recherche sur les lésions cérébrales,.

## Statistiques

### En club
| Saison     | Équipe                 | Ligue          |     | Saison régulière | Saison régulière | Saison régulière | Saison régulière | Saison régulière |    | Séries éliminatoires | Séries éliminatoires | Séries éliminatoires | Séries éliminatoires | Séries éliminatoires |
| Saison     | Équipe                 | Ligue          | PJ  | B                | A                | Pts              | Pun              | PJ               | B  | A                    | Pts                  | Pun                  |                      |                      |
| 2009-2010  | Sea Dogs de Saint-Jean | LHJMQ          | 61  | 15               | 20               | 35               | 43               | 21               | 11 | 7                    | 18                   | 22                   |                      |                      |
| 2010-2011  | Sea Dogs de Saint-Jean | LHJMQ          | 67  | 43               | 62               | 105              | 88               | 19               | 16 | 14                   | 30                   | 16                   |                      |                      |
| 2011       | Sea Dogs de Saint-Jean | Coupe Memorial | -   | -                | -                | -                | -                | 4                | 3  | 3                    | 6                    | 4                    |                      |                      |
| 2011-2012  | Sea Dogs de Saint-Jean | LHJMQ          | 37  | 30               | 42               | 72               | 50               | 15               | 10 | 11                   | 21                   | 18                   |                      |                      |
| 2012       | Sea Dogs de Saint-Jean | Coupe Memorial | -   | -                | -                | -                | -                | 4                | 5  | 2                    | 7                    | 10                   |                      |                      |
| 2012-2013  | Sea Dogs de Saint-Jean | LHJMQ          | 30  | 16               | 29               | 45               | 48               | -                | -  | -                    | -                    | -                    |                      |                      |
| 2012-2013  | Panthers de la Floride | LNH            | 48  | 14               | 17               | 31               | 18               | -                | -  | -                    | -                    | -                    |                      |                      |
| 2013-2014  | Panthers de la Floride | LNH            | 69  | 9                | 19               | 28               | 37               | -                | -  | -                    | -                    | -                    |                      |                      |
| 2014-2015  | Panthers de la Floride | LNH            | 79  | 15               | 39               | 54               | 38               | -                | -  | -                    | -                    | -                    |                      |                      |
| 2015-2016  | Panthers de la Floride | LNH            | 76  | 20               | 39               | 59               | 43               | 6                | 1  | 2                    | 3                    | 10                   |                      |                      |
| 2016-2017  | Panthers de la Floride | LNH            | 31  | 10               | 16               | 26               | 13               | -                | -  | -                    | -                    | -                    |                      |                      |
| 2017-2018  | Panthers de la Floride | LNH            | 82  | 27               | 42               | 69               | 32               | -                | -  | -                    | -                    | -                    |                      |                      |
| 2018-2019  | Panthers de la Floride | LNH            | 82  | 30               | 62               | 92               | 40               | -                | -  | -                    | -                    | -                    |                      |                      |
| 2019-2020  | Panthers de la Floride | LNH            | 69  | 23               | 55               | 78               | 30               | 4                | 1  | 2                    | 3                    | 2                    |                      |                      |
| 2020-2021  | Panthers de la Floride | LNH            | 55  | 20               | 41               | 61               | 36               | 6                | 2  | 8                    | 10                   | 4                    |                      |                      |
| 2021-2022  | Panthers de la Floride | LNH            | 80  | 30               | 85               | 115              | 54               | 10               | 1  | 4                    | 5                    | 4                    |                      |                      |
| 2022-2023  | Flames de Calgary      | LNH            | 79  | 15               | 40               | 55               | 36               | -                | -  | -                    | -                    | -                    |                      |                      |
| 2023-2024  | Flames de Calgary      | LNH            | 81  | 12               | 40               | 52               | 49               | -                | -  | -                    | -                    | -                    |                      |                      |
| Totaux LNH | Totaux LNH             | Totaux LNH     | 831 | 225              | 495              | 720              | 426              | 26               | 5  | 16                   | 21                   | 20                   |                      |                      |

### En équipe nationale
| Année | Compétition                 |   | PJ | B | A | Pts | Pun | +/-                |  | Résultat |
| 2012  | Championnat du monde junior | 6 | 1  | 8 | 9 | 16  | +8  | Médaille de bronze |  |          |
| 2013  | Championnat du monde junior | 6 | 3  | 6 | 9 | 4   | 0   | Quatrième place    |  |          |
| 2014  | Championnat du monde        | 8 | 1  | 4 | 5 | 2   | +5  | Cinquième place    |  |          |

## Trophées et honneurs personnels

### Ligue de hockey junior majeur du Québec
- 2011 : 
  - nommé dans la première équipe d'étoiles
  - remporte la Coupe du président avec les Sea Dogs de Saint-Jean

### Coupe Memorial
- 2011 : 
  - récipiendaire du trophée Stafford-Smythe
  - nommé dans l'équipe d'étoiles du tournoi
  - remporte la coupe Memorial avec les Sea Dogs de Saint-Jean

### Ligue nationale de hockey
- 2012-2013 : 
  - récipiendaire du trophée Calder
  - nommé dans l'équipe d'étoiles des recrues
- 2019-2020 : participe au 65e Match des étoiles
- 2020-2021 : nommé dans la deuxième équipe d'étoiles
- 2021-2022 : 
  - participe au 66e Match des étoiles
  - sélectionné dans la deuxième équipe d'étoiles